# Jigsaw: Moștenirea
Jigsaw: Moștenirea (titlu original: Jigsaw) este un film american thriller de groază din 2017 regizat de Frații Spierig.  Rolurile principale au fost interpretate de actorii Matt Passmore, Callum Keith Rennie, Clé Bennett și Hannah Emily Anderson. Scenariul este scris de Josh Stolberg și Peter Goldfinger.

## Distribuție
- Matt Passmore[4] - Logan Nelson[5]
- Callum Keith Rennie[4] - Det. Halloran[6][5]
- Clé Bennett[7] - Det. Keith Hunt[6][5]
- Hannah Emily Anderson[4] - Eleanor Bonneville[5]
- Laura Vandervoort[8] - Anna[6][5]
- Paul Braunstein[7] - Ryan[6][5]
- Mandela Van Peebles[9] - Mitch[6][5]
- Brittany Allen[4] - Carly[6][5]
- Josiah Black[4] - Edgar Munsen[5]
- Shaquan Lewis[4] - Officer Solomon[5]
- Michael Boisvert[4] - Lee James[5]
- Tobin Bell - John Kramer / Jigsaw[4][5][10]

## Producție
Saw 3D a fost creat cu intenția de a fi ultimul film al seriei Saw. Filmul urma să fie împărțit în două părți, dar Lionsgate Films a permis producătorilor să facă doar un film după performanțele slabe la box-office ale filmului Saw VI. Potrivit scenariștilor Saw 3D Marcus Dunstan și Patrick Melton, "datorită acestor schimbări, în loc de unele dezvăluiri povestea a creat mai multe întrebări decât răspunsuri."
Cheltuielile de producție s-au ridicat la 10 milioane $.

## Lansare și primire
A avut încasări de 102,9 milioane $.